# NGC 1610
NGC 1610 è un codice del New General Catalogue che si riferisce ad un oggetto considerato perduto o inesistente.

## Scoperta
L'oggetto è stato descritto nel 1886 dall'astronomo statunitense Francis Leavenworth come situato nella costellazione dell'Eridano.

## Descrizione

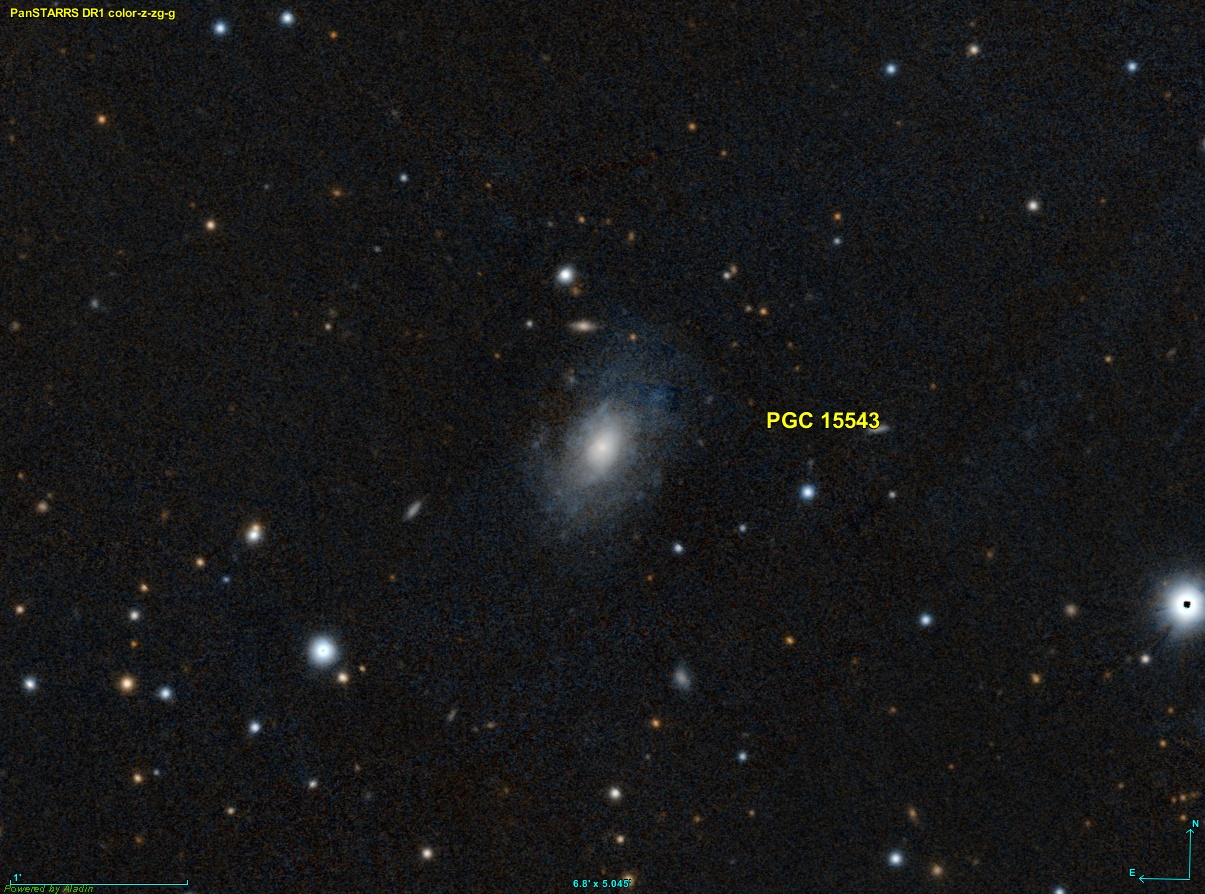
SIMBAD identifica NGC 1610 con PGC 15543.

I vari siti astronomici suggeriscono interpretazioni diverse per questo oggetto non individuabile alle coordinate indicate dallo scopritore.
Per SIMBAD e LEDA NGC 1610 potrebbe essere la galassia PGC 15543. NASA/IPAC Extragalactic Database ipotizza (dubitativamente) che NGC 1610 e NGC 1619 potrebbero la stessa galassia. Seligman ipotizza che potrebbe anche trattarsi di un duplicato di NGC 1599.